# 定州 (北魏)
定州，中国古代的州。
北魏皇始二年（397年）攻克后燕的首都弗违后，将附近的原冀州属地析置安州，天兴三年（400年），改安州为定州，辖五郡：中山郡、真定郡、博陵郡、巨鹿郡、北平郡。
隋朝废州，原定州核心区域划为博陵郡，郡治鲜虞县；唐朝改博陵郡为定州，属河北道；宋朝属河北西路，宋徽宗年间升为中山府；金朝仍称中山府，属中都路。
元朝中山府属中书省真定路；明朝改中山府为定州，属京师真定府；清朝雍正二年（1724年），升为直隶省的定州直隶州；1913年废。
| 隋代行政区划变遷 | 隋代行政区划变遷            | 隋代行政区划变遷 | 隋代行政区划变遷 | 隋代行政区划变遷                                                    |
| 区划             | 開皇元年                    | 開皇元年         | 区划             | 大業3年                                                             |
| ---------------- | --------------------------- | ---------------- | ---------------- | ------------------------------------------------------------------- |
| 州               | 定州                        | 定州             | 郡               | 博陵郡                                                              |
| 郡               | 鲜虞郡                      | 博陵郡           | 县               | 鲜虞县 北平县 恒陽县 毋极县 安平县 義丰县 深泽县 唐县 新乐县 隋昌县 |
| 县               | 安喜县 北平县 曲陽县 毋极县 | 安平县           | 县               | 鲜虞县 北平县 恒陽县 毋极县 安平县 義丰县 深泽县 唐县 新乐县 隋昌县 |

| 唐朝定州辖县 | 唐朝定州辖县 |
| ------------ | --- |
| 618年        | 鲜虞县、义丰县、毋极县、隋昌县、新乐县、恒阳县、唐县、北平县（安平县、深泽县改属深州）                                     |
| 621年        | 鲜虞县（改名安喜县）、义丰县、隋昌县（改名唐昌县）、新乐县、恒阳县、唐县、北平县（深泽县来属，毋极县改属廉州，新设望都县） |
| 622年        | 安喜县、唐昌县、新乐县、恒阳县、唐县、北平县、深泽县、望都县（义丰县改属蠡州）                                             |
| 625年        | 安喜县、唐昌县、新乐县、恒阳县、唐县、北平县、深泽县、望都县（义丰县来属）                                                 |
| 627年        | 安喜县、唐昌县、新乐县、恒阳县、唐县、北平县、深泽县、望都县、义丰县（毋极县、鼓城县来属）                                 |
| 634年        | 安喜县、唐昌县、新乐县、恒阳县、唐县、北平县、深泽县、望都县、义丰县、毋极县、鼓城县                                       |
| 643年        | 安喜县、唐昌县、新乐县、恒阳县、唐县、北平县、深泽县、望都县、义丰县、毋极县、鼓城县（安平县来属）                         |
| 696年        | 安喜县、唐昌县、新乐县、恒阳县、唐县、北平县、深泽县、望都县、义丰县、毋极县（改为无极县）、鼓城县、安平县                 |
| 697年        | 安喜县、唐昌县、新乐县、恒阳县、唐县、北平县（改为徇忠县）、深泽县、望都县、义丰县（改为立节县）、无极县、鼓城县、安平县   |
| 705年        | 安喜县、唐昌县、新乐县、恒阳县、唐县、徇忠县（改为北平县）、深泽县、望都县、立节县（改为义丰县）、无极县、鼓城县、安平县   |
| 713年        | 安喜县、唐昌县、新乐县、恒阳县、唐县、北平县、深泽县、望都县、义丰县、无极县、鼓城县（安平县改属深州）                     |
| 742年        | 安喜县、唐昌县（改为陉邑县）、新乐县、恒阳县、唐县、北平县、深泽县、望都县、义丰县、无极县、鼓城县                         |
| 768年        | 安喜县、陉邑县、新乐县、唐县、北平县、深泽县、望都县、义丰县、无极县（鼓城县改属恒州，恒阳县改属泜州）                     |
| 774年        | 安喜县、陉邑县、新乐县、唐县、北平县、深泽县、望都县、义丰县、无极县（恒阳县来属）                                         |
| 820年        | 安喜县、陉邑县、新乐县、唐县、北平县、深泽县、望都县、义丰县、无极县、恒阳县（改为曲阳县）                                 |
| 893年        | 安喜县、陉邑县、新乐县、唐县、北平县、望都县、义丰县、曲阳县（深泽县、无极县改属祁州）                                     |

## 历任定州长官
北魏定州刺史
- 刘罗辰（400年－401年）
- 拓跋磨渾（411年－412年）
- 尉古真（418年－420年）
- 拓跋纂（425年－427年）
- 独孤稽（428年）
- 拓跋勿期（431年）
- 毛天爱（延和年间）
- 乞文（435年－436年）
- 段霸（441年－444年）
- 独孤冀（太平真君年间）
- 沮渠万年（452年）
- 刘尼（453年－454年）
- 许宗之（455年－456年）
- 乙瓌（460年－461年）
- 冯熙（462年－464年）
- 和其奴（465年－467年）
- 韩均（469年－475年）
- 拓跋长乐（476年－479年）
- 赵默（479年－481年）
- 陆儁（481年－484年）
- 胡尼（484年－487年）
- 宇文贤（太和年间）
- 楼毅（492年－493年）
- 穆泰（494年－496年）
- 陆叡（496年）
- 元颐（497年－498年）
- 元勰（499年－500年）
- 穆亮（500年－501年）
- 元鸾（502年－505年）
- 元澄（505年－506年）
- 元诠（507年－508年）
- 于劲（509年－510年）
- 元琛（512年－515年）
- 崔亮（515年）
- 杨椿（516年－518年）
- 甄琛（519年－521年）
- 李崇（521年－522年）
- 李韶（523年－524年）
- 元世遵（524年－525年）
- 元固（525年）
- 元渊（526年）
- 元冏（526年）
- 杨津（526年－528年）
- 薛昙尚（528年－529年）
- 高次同（530年）
- 侯渊（530年－531年）
- 叱列延庆（531年－532年）
- 段荣（532年）
- 高琛（533年－534年）

唐朝定州刺史
- 王公政（武德初年）
- 独孤修德（621年）
- 李玄通（621年）
- 双士洛（622年—623年）
- 耿静（武德年间）
- 郭某（武德年间）
- 齐士员（贞观年间）
- 薛献（641年）
- 权万春（643年—644年）
- 独孤瑛（644年—647年）
- 李元轨（649年）
- 张万福（654年之前）
- 尔朱义琛（乾封年间）
- 赵瓌（675年）
- 李文德（唐高宗时）
- 李灵夔（唐高宗时）
- 李元轨（679年—684年）
- 李元嘉（684年）
- 裴休贞（唐高宗、武后时）
- 姚璹（684年—687年）
- 独孤思庄（天授年间）
- 李迥秀（武周时）
- 姚珽（武周时）
- 窦孝谦（武周时）
- 孙彦高（698年）
- 张知謇（圣历年间）
- 薛季昶（700年）
- 尹思贞（长安年间）
- 郑固忠（武周时）
- 陈遂（唐中宗时）
- 崔宣道（714年）
- 李澄（开元前期）
- 杨献（716年—720年）
- 高豫（721年—722年）
- 郑放（725年）
- 王晙（726年之前）
- 张嘉贞（726年—729年）
- 裴伷先（729年—730年）
- 段崇简（734年）
- 王无择（开元年间）
- 寇泚（开元年间）
- 博陵郡太守（742年—757年）
- 程元皓（756年—762年）
- 程元胜（762年—763年）
- 谷从政（永泰年间—建中初年）
- 张南容（建中初年）
- 杨政义（784年—782年）
- 张孝忠（782年—791年）
- 张茂昭（791年—810年）
- 李卓（799年—801年）
- 任迪简（810年—813年）
- 浑镐（813年—816年）
- 陈楚（816年—822年）
- 柳公济（822年—829年）
- 傅毅（829年，未任）
- 张璠（829年—838年）
- 李仲迁（838年，未任）
- 张元益（838年）
- 韩威（838年，未任）
- 陈君赏（838年—843年）
- 李执方（843年—844年）
- 郑孜（844年）
- 陈去疾（844年）
- 卢弘宣（845年—847年）
- 韦损（847年—848年）
- 李公度（848年—852年）
- 郑涯（855年—857年）
- 卢简求（857年—859年）
- 康承训（861年—863年）
- 韦绚（863年—866年）
- 侯固（869年）
- 崔季康（873年—877年）
- 王处存（879年—895年）
- 齐克让（885年，未就任）
- 王郜（895年—900年）
- 王处直（900年—921年）

五代定州刺史
- 王都（921年—929年）
- 李从敏（929年—931年）
- 李德珫（931年—933年）
- 李从温（933年—934年）
- 李周（934年—935年）
- 杨光远（935年—936年）
- 皇甫遇（936年—939年）
- 王廷允（939年—942年）
- 马全节（942年—944年）
- 王周（944年—945年）

- 安审约（945年—946年）
- 李殷（946年）
- 孙方谏（947年）
- 耶律忠（947年）
- 孙方谏（947年—951年）
- 孙行友（951年—960年）

北宋知定州
- 孙行友（960年—961年）
- 昝居润（961年—964年）
- 祁廷训（964年—977年）
- 孟玄喆（977年—979年）
- 杜彦圭（982年—986年）
- 赵安易（986年）
- 李继隆（986年）
- 刘知信（986年—987年）
- 曹璨（987年）
- 张永德（987年—988年）
- 裴济（988年—990年）
- 魏宪（9989年）
- 王汉忠（990年—991年）
- 张训（991年—992年）
- 张齐贤（993年）
- 符昭寿（993年）
- 尹宪（994年）
- 裴济（994年—995年）
- 曹璨（995年—998年）
- 魏震（998年—999年）
- 吴元扆（999年—1003年）
- 王显（1003年）
- 吴元扆（1003年—1004年）
- 刘知信（1004年—1005年）
- 马知节（1005年—1006年）
- 李允正（1006年—1010年）
- 周莹（1010年—1012年）
- 王能（1012年—1013年）
- 高继勋（1013年—1015年）
- 刘承宗（1015年—1017年）
- 冯守信（1017年—1021年）
- 杨崇勋（1021年）
- 曹玮（1021年）
- 张昭远（1022年—1023年）
- 杨崇勋（1023年—1025年）
- 王贻永（1026年）
- 曹玮（1027年—1030年）
- 钱惟济（1030年—1033年）
- 马洵美（1033年—1034年）
- 刘平（1034年—1035年）
- 李昭亮（1035年—1036年）
- 夏守恩（1035年—1036年）
- 王贻永（1037年—1040年）
- 夏守赟（1041年—1042年）
- 杨崇勋（1042年）
- 王德用（1042年）
- 王克基（1042年—1043年）
- 杜惟序（1043年—1044年）
- 王果（1044年—1045年）
- 李昭亮（1045年）
- 王德基（1045年—1046年）
- 韩琦（1048年—1053年）
- 宋祁（1053年—1056年）
- 王素（1056年—1058年）
- 庞籍（1058年—1060年）
- 李昭亮（1060年）
- 王拱辰（1060年—1061年）
- 陈升之（1061年—1063年）
- 傅求（1063年—1066年）
- 蔡抗（1066年—1067年）
- 孙长卿（1067年—1069年）
- 李肃之（1069年—1070年）
- 滕甫（1070年—1074年）
- 薛向（1074年—1078年）
- 韩绛（1078年—1081年）
- 章惇（1081年—1082年）
- 吕公著（1082年—1083年）
- 王克臣（1083年）
- 蔡延庆（1083年—1087年）
- 韩忠彦（1087年—1088年）
- 张璪（1088年—1089年）
- 许将（1089年—1093年）
- 苏轼（1093年—1094年）
- 胡宗愈（1094年—1095年）
- 刘奉世（1095年）
- 顾临（1095年—1096年）
- 韩忠彦（1096年—1098年）
- 路昌衡（1098年—1099年）
- 邢恕（1099年—1000年）
- 刘奉世（1100年）
- 张舜民（1100年—1101年）
- 蔡京（1101年—1102年）
- 曾肇（1102年）
- 陆佃（1102年）
- 叶祖洽（1102年）
- 路昌衡（1102年）
- 黄寔（1103年—1105年）
- 管师仁（1105年—1108年）
- 梁子美（1108年—1110年）
- 王汉之（1110年—1112年）
- 梁子野（1112年）
- 韩粹彦（1112年—1113年）